# Білоніг новогвінейський
Білоніг новогвінейський (Podargus ocellatus) — вид дрімлюгоподібних птахів родини білоногових (Podargidae).

## Поширення
Вид поширений в Новій Гвінеї, на островах Ару, Соломонових островах (Тробріан, Д'Антркасто, Ванатінаї) та в Австралії (півострів Кейп-Йорк та на південному сході Квінсленду). Живе у тропічних та субтропічних гірських та низовинних лісах.

## Опис
Птах завдовжки 33-38 см (за іншими даними до 45 см). Забарвлення варіює від червонувато-коричневого до світло-сірого.

## Спосіб життя
Вдень птах спить серед гілок дерев, активний вночі. Полює на комах та інших безхребетних. Гніздо облаштовує на гілках дерев. У гнізді 1-3 яйця. Інкубація триває 30 днів.